# Frank Gunnarsson
Frank Allan Gunnarsson, född 29 april 1942 i Lysekil, är en svensk journalist och författare. 
Frank Gunnarsson är känd för sina program i Sveriges Radio Göteborg, som Elfte timmen tillsammans med Janne Josefsson, Rena natta, Etter spotten (göteborgska för "Efter sporten"), Bland pärlor och svin samt radioserien om Kurt Olsson som skickades ut på olika uppdrag i Göteborg. Claes Malmbergs rollfigur Ronny Jönsson föddes i Frank Gunnarssons program (1988) samt programmet Bakhalt. 
Gunnarsson blev under sin radiokarriär anmäld till dåvarande Radionämnden ett rekordartat antal gånger för sina uttalanden och kritik mot privatpersoner, offentliga personer och företag. Trots fällningarna var det svårt för kanalledningen att stoppa Gunnarsson på grund av trycket från lyssnare och medarbetare.
Gunnarsson bor numera i Frankrike. Efter sin pensionering från Sveriges Radio gjorde han fram till 2012 radiokrönikor från sin bostadsort, den sydfranska småstaden Puissalicon.